# خوسيه ديفيشي
خوسيه ديفيشي (بالإسبانية: José Devecchi)‏ هو لاعب كرة قدم أرجنتيني في مركز حراسة المرمى، ولد في 9 يوليو 1995 في بوينس آيرس في الأرجنتين. شارك مع منتخب الأرجنتين تحت 20 سنة لكرة القدم. أما مع النوادي، فقد لعب مع نادي سان لورينزو.

## وصلات خارجية
- خوسيه ديفيشي على موقع قاعدة بيانات كرة القدم.إي يو (الإنجليزية)
- خوسيه ديفيشي على موقع Soccerway.com (الإنجليزية)
- خوسيه ديفيشي على موقع AS.com (الإسبانية)